# Yeretuar (jezik)
Yeretuar jezik (goni, umar, umari; ISO 639-3: gop), jezik istoimenog plemena sa zaljeva Lower Cenderawasih Bay u Irian Jayi, Indonezija. Pripada zapadnonovogvinejskom ogranku Južnohalmaherskih-zapadnonovogvinejskih (Halmahera-Cenderawasih) jezika.
Voorhoeve (1975) kaže da se govori u selima Yeretuar, Goni, Bawe i Armini. Populacija: 250 (1978 SIL); 350 (2000).

## Vanjske poveznice
- Ethnologue (14th)
- Ethnologue (15th)